# Qingshi (köping i Kina, lat 31,11, long 105,80)
Qingshi (kinesiska: 青狮镇, 青狮) är en köping i Kina. Den ligger i provinsen Sichuan, i den sydvästra delen av landet, omkring 170 kilometer öster om provinshuvudstaden Chengdu. Antalet invånare är 12 739. Befolkningen består av 6 353 kvinnor och 6 386 män. Barn under 15 år utgör 13,0 %, vuxna 15-64 år 70 %, och äldre över 65 år 15,0 %.
Genomsnittlig årsnederbörd är 1 328 millimeter. Den regnigaste månaden är juli, med i genomsnitt 302 mm nederbörd, och den torraste är december, med 5 mm nederbörd.